# Enidae
Enidae zijn een familie van weekdieren uit de klasse van de Gastropoda (slakken).

## Taxonomie
De volgende geslachten zijn bij de familie ingedeeld:
- Amimopina Solem, 1964
- Apoecus Möllendorff, 1902
- Buliminus Beck, 1837
- Chondrula Beck, 1837
- Chondrulopsina Lindholm, 1925
- Ena Turton, 1831
- Euchondrus O. Boettger, 1883
- Luchuena Habe, 1956
- Mastus Beck, 1837
- Napaeus Albers, 1850
- † Palaeomastus H. Nordsieck, 2014
- Rhachistia Connolly, 1925